# Нефотореалістична візуалізація

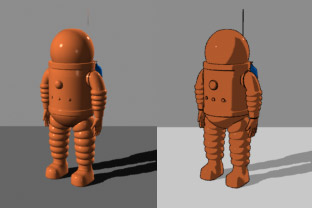
Звичайний шейдер (ліворуч) і шейдер НФВ, використовуючи цел-шейдинг (праворуч)

Нефотореалістична візуалізація (НФВ) (англ. Non-photorealistic rendering) — область комп'ютерної графіки, яка фокусується на наданні широкого спектра виразних стилів
цифрового мистецтва. На відміну від традиційної комп'ютерної графіки, яка зосередилася на фотореалізмі, НФВ надихається такими мистецькими стилями, як живопис, малювання, технічна ілюстрація та анімація. НФВ з'явився у фільмах та відеоіграх у вигляді "контурного тонування", а також у науковій візуалізації, архітектурній візуалізація та експериментальній анімації. Прикладом сучасного використання цього методу є цел-шейдинг.

## Історія
Вважається, що термін «нефотореалістична візуалізація» був запроваджений комітетом SIGGRAPH 1990 року, який провів сесію під назвою «Не фотореалістична візуалізація» Цей термін зазнав критики; деякі зауваження включають:
- Термін "фотореалізм" має різні значення для дослідників графіки та художників. Для художників, які є цільовими споживачами методів НФВ, це стосується школи живопису, яка фокусується на відтворенні ефекту об'єктива камери з усіма спотвореннями та гіпервідбиттями   що воно включає. Для дослідників графіки це стосується образу, який візуально не відрізняється від реальності. Насправді, дослідники графіки сполучають види візуальних спотворень, які використовуються художниками-фотореалістами у не фотореалізм.
- Описувати щось, чим це не є, проблематично. Еквівалентними порівняннями можуть бути «не слонова біологія» або «негеометрична математика». Дослідники НФВ заявили, що сподіваються, що термін з часом зникне, і його замінить більш загальний термін «комп'ютерна графіка», а «фотореалістична графіка» використовується для опису традиційної комп'ютерної графіки.
- Багато прийомів, які використовуються для створення «не фотореалістичних» зображень, не є методами візуалізації. Це методи моделювання, або методи подальшої обробки. Хоча останні стають відомими як «відображення на основі зображень», методи моделювання на основі ескізів технічно не можуть бути включені до цього заголовка, що дуже незручно для організаторів конференцій.

Перша конференція з не фотореалістичної анімації та рендерінгу включала обговорення можливих альтернативних назв. Серед запропонованих були «експресивна графіка», «художнє відображення», «нереалістична графіка», «художнє відображення» та «психографія». Усі ці терміни були використані в різних наукових роботах з цієї теми, але, мабуть, термін НФВ все-таки ухвалив рішення.
Першою технічною нарадою, присвяченою НФВ, був спонсорований ACM симпозіум з питань не фотореалістичної візуалізації та анімації (НФВА) у 2000 році. НФВА традиційно розташовується разом з Фестивалем анімаційного фільму в Аннесі працює протягом навіть кількох років. З 2007 р. НФВА також почав працювати в непарні роки, спільно розташований з ACM SIGGRAPH.

## 3D

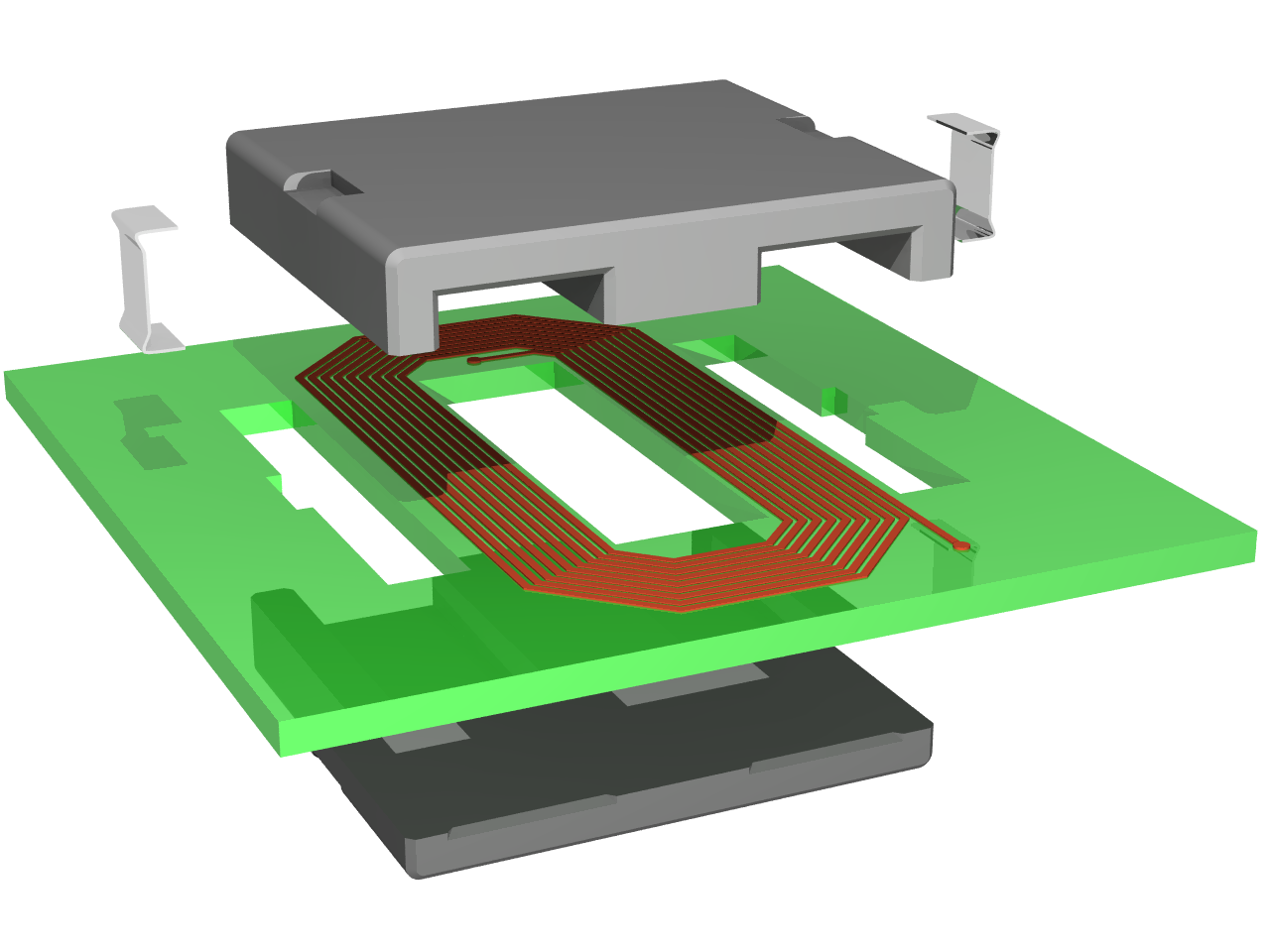
Приклад НФВ, використаний для технічних ілюстрацій

Тривимірний НФВ — це стиль, який найчастіше спостерігається у відеоіграх та фільмах. Вихід з цієї техніки майже завжди є 3D-моделлю, яка була модифікована з оригінальної вхідної моделі для відображення нового художнього стилю. У багатьох випадках геометрія моделі ідентична оригінальній геометрії, і тільки матеріал, нанесений на поверхню, модифікується. Зі збільшенням доступності програмованих графічних процесорів, шейдери дозволили застосувати ефекти НВФ до растризованого зображення, яке має відображатися на екрані. Більшість методів НВФ, застосованих до тривимірної геометрії, покликані зробити сцену двовимірною.
Технології НФВ для 3D-зображень включають цел-шейдинг і Gooch shading.
Для підвищення розбірливості найбільш корисні технічні ілюстрації для технічного спілкування не обов'язково є фотореалістичними. Не фотореалістичні візуалізації, такі як діаграми складального кресленика, значно допомагають показувати розміщення деталей у складній системі.

## 2D
Вхід до двовимірної системи НФВ, як правило, є зображенням або відео. Вихід є типово художнім відображенням цих вхідних образів (наприклад, в акварельному, мальовничий або ескізному стилі), хоча деякі 2D НФВ служать нехудожнім цілям, наприклад, візуалізації даних.
Художня візуалізація зображень та відео (часто їх називають стилізацією зображення) традиційно орієнтована на евристичні алгоритми, які прагнуть імітувати розміщення штрихів пензлем на цифровому полотні.
Можливо, самим раннім прикладом 2D НФВ є «Фарба по числах» Пола Хаеберлі на SIGGRAPH 1990. Це (та подібні інтерактивні методи) надають користувачеві полотно, яке вони можуть «намалювати» за допомогою курсору — як користувач малює, на полотні розкривається стилізована версія зображення. Це особливо корисно для людей, які хочуть імітувати різні розміри мазків кистей відповідно до різних областей зображення.
Згодом основні операції з обробки зображень за допомогою градієнтних операторів або статистичних моментів були використані для автоматизації цього процесу та мінімізації взаємодії з користувачем наприкінці дев'яностих років (хоча художній контроль залишається з користувачем за допомогою встановлення параметрів алгоритмів). Ця автоматизація дозволила практичному застосуванню 2D НФВ для відео вперше на живих картинах фільму « Сни, що можуть прийти» (1998).
Більш складні методи абстрагування зображень були розроблені на початку 2000-х років, використовуючи оператори Computer Vision, наприклад, видимість зображення, або сегментацію операторів розміщення ходу. Приблизно в цей час машинне навчання почало впливати на алгоритми стилізації зображення, зокрема аналогію зображення яка могла навчитися імітувати стиль художнього твору, що існує.
Поява глибокого навчання по-новому активізувала стилізацію зображення, зокрема алгоритми нейронного перенесення стилю (НПС), які можуть імітувати широку гаму художніх стилів з окремих візуальних прикладів. Ці алгоритми лежать в основі мобільних додатків, таких як, наприклад, Prisma
На додаток до вищезазначених методів стилізації, споріднений клас методик у 2D НФВ стосується моделювання художнього носія. Ці методи включають моделювання дифузії чорнила через різні види паперу, а також пігментів через воду для моделювання акварелі.

## Художнє відображення
Художня візуалізація — це застосування стилів візуального мистецтва до візуалізації. Для стилів фотореалістичного відтворення акцент робиться на точному відтворенні світлотіні та поверхневих властивостей зображуваних предметів, композиції чи інших більш загальних якостей. Коли акцент робиться на унікальних інтерпретаційних стилях візуалізації, візуальна інформація інтерпретується художником та відображається відповідно до використанням обраного художнього середовища та рівня абстракції абстрактного мистецтва. У комп'ютерній графіці інтерпретаційні стилі візуалізації відомі як нереалістичні стилі візуалізації, але можуть використовуватися для спрощення технічних ілюстрацій. Стилі візуалізації, що поєднують фотореалізм із не фотореалізмом, відомі як гіперреалістичні стилі візуалізації.

## Помітні фільми та програмне забезпечення
У цьому розділі перераховано деякі назви використання методик НФВ у фільмах та програмному забезпеченні. 
| Короткі фільми                           | Короткі фільми          | Короткі фільми |
| ---------------------------------------- | ----------------------- | --- |
| Технологічна загроза                     | 1988 рік                | Рання використання затінення тонів разом з персонажами мультиплікаційних стилів Teкс Ейвері.                                   |
| Газова планета                           | 1992 рік                | 3D-рендерінг-олівцем Ерік Дарнелл.                                                                                             |
| Риболовля                                | 2000 рік                | 3D-рендерінг у стилі акварель Девід Гейні.                                                                                     |
| RoadHead </br> Перекусити і випити       | 1998 рік </br> 1999 рік | Короткі фільми, створені разом з Ротошопом Бобом Сабістоном.                                                                   |
| Райан                                    | 2004 рік                | Не лінійна проєкція та інші спотворення геометрії 3D.                                                                          |
| Дівчина, яка плакала квітами             | 2008 рік                | В стилі акварель. |
| Художні фільми                           |                         | |
| До чого сниться мрія                     | 1998 рік                | Живописне відображення в послідовності «намальований світ».                                                                    |
| Тарзан                                   | 1999 рік                | Перше використання системи «Глибокого полотна» Діснея.                                                                         |
| Пробудження життя                        | 2001 рік                | Перше використання ротошопу у художньому фільмі.                                                                               |
| Сканер темно                             | 2006 рік                | «15-місячний процес анімації»                                                                                                  |
| Відеоігри та інше програмне забезпечення |                         | |
| Радіо Jet Set                            | 2000 рік                | Раннє використання тонового затінення у відеоіграх.                                                                            |
| SketchUp                                 | 2000 рік                | Ескізоподібне програмне забезпечення для моделювання з відображенням тонів.                                                    |
| Легенда про Зельду: Вітер                | 2002 рік                | Одна з найвідоміших ігор, затінених челом                                                                                      |
| Валкірійські хроніки                     | 2008 рік                | Використовує ряд методів НФВ, включаючи ескізний метод затінення                                                               |
| XIII                                     | 2003 рік                | зроблено як можна «комічно» |
| Ōкамі                                    | 2006 рік                | Гра, візуалізація якої наслідує стиль sumi-e (японська фарба для миття фарб)                                                   |
| Гирути Гиа Игудза                        | 2014 рік                | Бойова гра з використанням затінених 3D-символів з обмеженою анімацією, щоб імітувати вигляд 2D-спрайтів                       |
| E-on Vue                                 | 2015 рік                | Програмне забезпечення для створення 3D-середовища з рендером НВФ з різними традиційними стилями, що імітують стиль мистецтва. |
| Повернення Діни Обра                     | 2018 рік                | 3D-гра, виконана в унікальному монохромному, пуантилістському стилі.                                                           |

## Подальше читання
Деякі основні документи в розробці НВ:
- " Фарба за числами: абстрактні зображення зображення ", Пол Хаеберлі, SIGGRAPH 90
- " Зрозуміле візуалізація тривимірних фігур ", Сайто і Такахасі, SIGGRAPH 90
- " Мокра і клейка: нова модель для комп'ютерного живопису ", Тюнде Кокшот, кандидатська дисертація, Університет Глазго, 1991
- « Ілюстрація ручками-чорнилами, створена комп'ютером», автори Winkenbach і Salesin, SIGGRAPH 94
- " Інтерактивна ілюстрація ручки-чорнила ", Солсбері, Андерсон, Барзель, Салезін, SIGGRAPH 94
- " Живописне зображення для анімації ", автор Барб Мейєр, SIGGRAPH 96
- " Нефореалістична модель освітлення для автоматичної технічної ілюстрації ", автор: Емі Гуч, Брюс Гуч, Пітер Ширлі, Елейн Коен, SIGGRAPH 98